# Alin Theodor Ciocârlie
Alin Theodor Ciocârlie (n. 21 noiembrie 1953) este un senator român în legislatura 2000-2004 ales în județul Iași pe listele partidului PSD dar din martie 2003 a devenir senator independent. În cadrul activității sale parlamentare, Alin Theodor Ciocârlie a fost membru în grupurile parlamentare de prietenie cu Republica Azerbaijan și Canada.  Alin Theodor Ciocârlie a fost membru în comisia pentru politică externă (din feb. 2004), în 
comisia pentru muncă, familie și protecție socială și în comisia pentru politică externă.  